# 아마미 군도

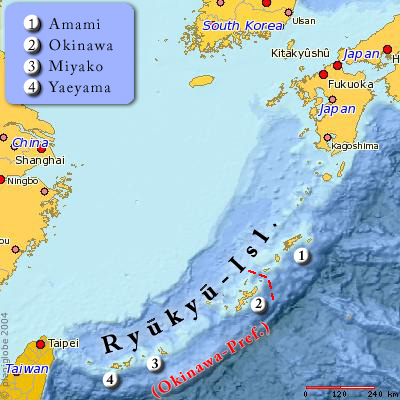
아마미 군도의 위치

아마미 군도(일본어: 奄美群島)는 태평양의 사쓰난 제도 남부에 있는 섬들을 말한다. 가고시마현 남부 오시마 군에 해당된다. 현재는 오키나와현에 속해 있지는 않으나, 원래는 류큐국의 일부였다.

## 섬
무인도인 섬은 * 기호로 표기한다.
- 아마미오시마섬
- 에다테쿠섬*
- 기카이섬
- 가케로마섬
- 에니야바나레섬*
- 이오토리섬*
- 스코모섬*
- 요로시마섬
- 기야마섬*
- 한먀섬*
- 도쿠노섬
- 오키노에라부섬
- 요론섬

## 같이 보기
- 아마미 지방
- 오키나와현
- 류큐민족
- 아마미어